# Lampe Anglepoise
La lampe Anglepoise  est un luminaire sur bras articulé qui a été conçu en 1933 par l'ingénieur automobile et industriel britannique George Carwardine (1887-1948).
L'idée de Carwardine est de mettre au point une lampe flexible et orientable, pour l'éclairage de points spécifiques, et cependant parfaitement stable.

## Historique
George Carwardine, ingénieur anglais, est bricoleur et inventeur. Il conçoit, entre autres, un nouveau type de ressort, facilement étirable dans toutes les directions tout en conservant une certaine rigidité, breveté le 7 juillet 1932. Il cherche une application pratique à ce système, et décide de tester sur une source lumineuse, en retenant le principe des mouvements du bras humain. Une lampe est montée sur trois tiges tenues en position par ce nouveau ressort.
De cette invention naît le concept d'une lampe articulée, baptisé Equipoising springs soumis par George Carwardine à l'un des principaux fabricants britanniques de ressorts (et son fournisseur), Herbert Terry & Sons basés à Redditch. Soucieux et de développer sa production et de l'orienter vers des produits finis, Herbert Terry & Sons signe un accord de licence et la toute première version de la lampe Anglepoise, la 1208, est produite en 1934.
Jugée trop industrielle, la lampe 1208 est déclinée dès 1935 en un modèle plus adapté à l'usage domestique. Cela sera la lampe Anglepoise 1227, avec un socle de 3 étages. Le modèle Original 1227 est considéré comme l'archétype de la marque.

## Modèles

### Anglepoise

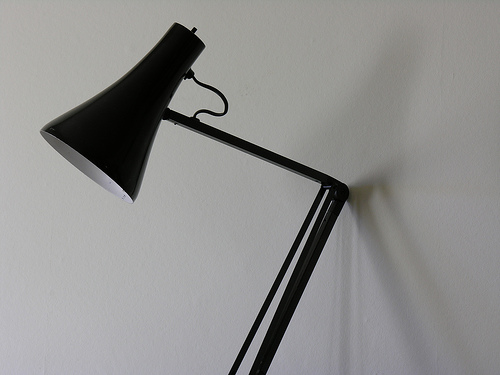
Réflecteur de la lampe Anglepoise Apex 90

Au fil des années, la lampe initiale 1227 a subi plusieurs modifications et son appellation a changé :  
- En 1938, elle est montée sur un socle de 2 étages.
- En 1969, la Model 75 est créée, le socle est désormais rond et le réflecteur adopte une forme conique. Elle est remplacée en 1989 par l'Apex 90 dont le design est identique, seul le système d'articulation du bras est différent, puis, en 2004, le designer britannique Kenneth Grange (en) la redessine en un modèle actualisé, la Type 75.
- En 2003, la Type 3 est créée, une version contemporaine de la 1227, due à ce même designer.
- En 2004, la Type 1228 est créée, une autre version contemporaine de la lampe Anglepoise, avec une amélioration des détails en 2018.

### Luxo
Le norvégien Jac Jacobsen, importateur de machines pour l'industrie textile reçoit en 1936 deux lampes Anglepoise 1227, incluses dans un envoi de 500 machines à coudre en provenance d'Angleterre. 
Ingénieur et designer, l'objet l'intéresse fortement et après l'approbation de l'Organisme de normalisation NEMKO (en) et l'obligation d'acheter 500 lampes, il obtient le contrat de distribution du modèle 1227 en Norvège.
En 1937, il signe un contrat de licence et commence la fabrication de la Luxo L-1, une déclinaison améliorée de la lampe britannique, dessinée par lui.

## Sources et références
- (en) Anglepoise, sur le site designmuseum.org